# Cotinusa irregularis
Cotinusa irregularis là một loài nhện trong họ Salticidae.
Loài này thuộc chi Cotinusa. Cotinusa irregularis được Cândido Firmino de Mello-Leitão miêu tả năm 1945.